# Тменов Тамерлан Русланович
Тамерлан Русланович Тменов (рос. Тамерлан Русланович Тменов, 27 липня 1977) — російський дзюдоїст, олімпійський медаліст.

## Виступи на Олімпіадах
| Олімпіада   | Дисципліна             | Місце |
| ----------- | ---------------------- | ----- |
| Сідней 2000 | дзюдо, важка категорія | 3T    |
| Афіни 2004  | дзюдо, важка категорія | 2     |
| Пекін 2008  | дзюдо, важка категорія | 7T    |